# Ambassade du Maroc au Mali
L'ambassade du Maroc au Mali est la représentation diplomatique du royaume du Maroc au Mali. Elle se situe au Faso-Kanou, avenue de l'OUA.

## Ambassadeurs
| Ambassadeur        | Date de nomination | Date de remise des lettres de créance | Date de fin de mission | Rois du Maroc         |  |
| ------------------ | ------------------ | ------------------------------------- | ---------------------- | --------------------- |  |
| Abdessalam Harraki | 23 février 1961    |                                       | 18 mai 1964            | Hassan II             |  |
|                    |                    |                                       |                        | Hassan II             |  |
| Mohamed Faouzi     | 29 juin 1979       |                                       |                        | Hassan II             |  |
| Abderrazak Doughmi | 12 décembre 1988   |                                       |                        | Hassan II             |  |
| Larbi Roudies      | 7 mai 1992         |                                       |                        | Hassan II             |  |
| Mohamed Jaber      | 3 février 1995     |                                       | 2000                   | Hassan II/Mohammed VI |  |
| Mohamed Rchouk     | janvier 2001       |                                       | janvier 2006           | Mohammed VI           |  |
| Idriss Fadel       | 11 janvier 2006    | 26 juillet 2006                       |                        | Mohammed VI           |  |
| Hassan Naciri      | 6 décembre 2011    | 21 janvier 2012                       | 28 décembre 2021       | Mohammed VI           |  |
| Driss Isbayene     | décembre 2021      | 16 mars 2023                          |                        | Mohammed VI           |  |